# Айрапетян, Денис Эдуардович
Денис Эдуардович Айрапетян (род. 17 января 1997, Пенза) — российский шорт-трекист, Мастер спорта России международного класса (2016). Чемпион Европы 2018 года в эстафете. 6-кратный призёр чемпионатов Европы.
В сборной России с 2017 года. Представляет УОР Пенза, ДЮСШ № 3 г. Пензы, Пензенская область.

## Спортивная карьера
Денис Айрапетян пришёл в шорт-трек в 2008 году. Вначале тренер пригласил детей из своей школы заняться этим видом спорта, но Денису не понравилось катание на коньках. Через год он всё-таки пришёл в спортивную школу и начал заниматься. Его первые тренеры Виктор Григорьев и Алексей Буданов. Участвовал в зимних юношеских Олимпийских играх в Инсбруке 2012 года, где выиграл в смешанной эстафете бронзу. Победитель юношеского первенства России в многоборье, который проходил в Саранске.
В 2017 году Айрапетян дебютировал в национальной сборной на чемпионате Европы в Турине и сразу выиграл с командой серебряную медаль в эстафете. На следующий год в в Дрездене опять серебро в эстафете. В 2019 году на чемпионате Европы в Дордрехте Денис выиграл свою первую личную награду на дистанции 1000 метров — бронзу. Там же и вторую бронзу в эстафете. Ну и в Дебрецене 2020 года он заработал золото в эстафете вместе с
Семёном Елистратовым, Павлом Ситниковым, Александром Шульгиным. В настоящее время в планах у Дениса выиграть медаль на Олимпийских играх.